# رزبری، تاسمانیا
رزبری (به انگلیسی: Rosebery) یک شهرک در استرالیا است که در تاسمانی واقع شده‌است.